# FA Red Boys Differdange
El Football Association Red Boys Differdange fue un equipo de fútbol de Luxemburgo que alguna vez jugó en la Division Nationale, la liga de fútbol más importante del país.

## Historia
Fue fundado en el año 1907 en la ciudad de Differdange, un año después del Fola Esch, el equipo más viejo de Luxemburgo. Fue hasta 1919 que apareció por primera vez en la Division Nationale, comenzando con una de las más grandes trayectorias en el fútbol de Luxemburgo.
Entre 1920-30 tuvo una rivalidad deportiva con el Spora Luxembourg para determinar al equipo dominante del país, fue el más exitoso al obtener más de 1 título por temporada en varias ocasiones entre 1923 y 1936, una marca que todavía sigue vigente.
Luego de la Segunda Guerra Mundial, el Football Association Red Boys Differdange pasó a ser uno de los más viejos y exitosos equipos de Luxemburgo, con un récord en Torneos de Copa ganados, con 15.
A nivel internacional participó en 10 torneos continentales, donde nunca pasó de la Primera Ronda y tan solo logró ganar un juego en competiciones europeas.
El equipo desapareció en el año 2003, luego de fusionarse con el FC Differdange 03 para crear un solo equipo que representara a la ciudad de Differdange en la Division Nationale.

## Palmarés
- Division Nationale: 6

1922-23, 1925-26, 1930-31, 1931-32, 1932-33, 1978-79
- Subcampeón: 10

1926-27, 1933-34, 1934-35, 1957-58, 1973-74, 1975-76, 1979-80, 1980-81, 1983-84, 1984-85
- Copa de Luxemburgo: 15

1924-25, 1925-26, 1926-27, 1928-29, 1929-30, 1930-31, 1933-34, 1935-36, 1951-52, 1952-53, 1957-58, 1971-72, 1978-79, 1981-82, 1984-85
- Subcampeón: 9

1923-24, 1931-32, 1934-35, 1947-48, 1949-50, 1954-55, 1969-70, 1976-77, 1985-86

## Participación en competiciones de la UEFA
| Temporada | Torneo           | Ronda | Club                 | Casa | Visita | Global |
| --------- | ---------------- | ----- | -------------------- | ---- | ------ | ------ |
| 1972-73   | Recopa de Europa | 1     | Milan                | 1-4  | 0-3    | 1-7    |
| 1974-75   | Copa de la UEFA  | 1     | Olympique de Lyon    | 1-4  | 0-7    | 1-11   |
| 1976-77   | Copa de la UEFA  | 1     | KSC Lokeren          | 0-3  | 1-3    | 1-6    |
| 1977-78   | Copa de la UEFA  | 1     | AZ Alkmaar           | 0-5  | 1-11   | 1-16   |
| 1979-80   | Copa de Europa   | 1     | AC Omonia            | 2-1  | 1-6    | 3-7    |
| 1980-81   | Copa de la UEFA  | 1     | AZ Alkmaar           | 0-6  | 0-4    | 0-10   |
| 1981-82   | Copa de la UEFA  | 1     | Sporting de Portugal | 0-4  | 0-7    | 0-11   |
| 1982-83   | Recopa de Europa | 1     | Genk                 | 0-1  | 1-7    | 1-8    |
| 1984-85   | Copa de la UEFA  | 1     | Ajax Ámsterdam       | 0-0  | 0-14   | 0-14   |
| 1985-86   | Recopa de Europa | 1     | AIK Solna            | 0-8  | 0-5    | 0-13   |

### Récord Europeo
| Torneo                       | PJ | PG | PE | PP | GF | GC  | DIF. |
| ---------------------------- | -- | -- | -- | -- | -- | --- | ---- |
| Liga de Campeones de la UEFA | 2  | 1  | 0  | 1  | 3  | 7   | -4   |
| Copa de la UEFA              | 12 | 0  | 1  | 11 | 3  | 62  | -59  |
| Recopa de Europa             | 6  | 0  | 0  | 6  | 2  | 28  | -26  |
| Total                        | 20 | 1  | 1  | 18 | 8  | 103 | -95  |